# Thera dentifascia
Thera dentifascia är en fjärilsart som beskrevs av Louis Beethoven Prout 1914. Thera dentifascia ingår i släktet Thera och familjen mätare. Inga underarter finns listade i Catalogue of Life.